# NGC 5889
NGC 5889 је спирална галаксија у сазвежђу Волар која се налази на NGC листи објеката дубоког неба.
Деклинација објекта је + 41° 19' 40" а ректасцензија 15h 13m 15,7s. Привидна величина (магнитуда) објекта NGC 5889 износи 15,4 а фотографска магнитуда 16,2.